# Hanumanahalli, Nagamangala
Hanumanahalli là một làng thuộc tehsil Nagamangala, huyện Mandya, bang Karnataka, Ấn Độ.